# 南湖北路站
南湖北路站（維吾爾語：شىمالىي نەنخۈ بېكىتى‎‎，拉丁维文：Shimaliy Nenxü békiti）是乌鲁木齐地铁1号线的地铁车站，位于中国新疆维吾尔自治区乌鲁木齐市水磨沟区南湖北路与南湖北路东三巷交叉口，于2019年6月28日开通。

## 车站结构

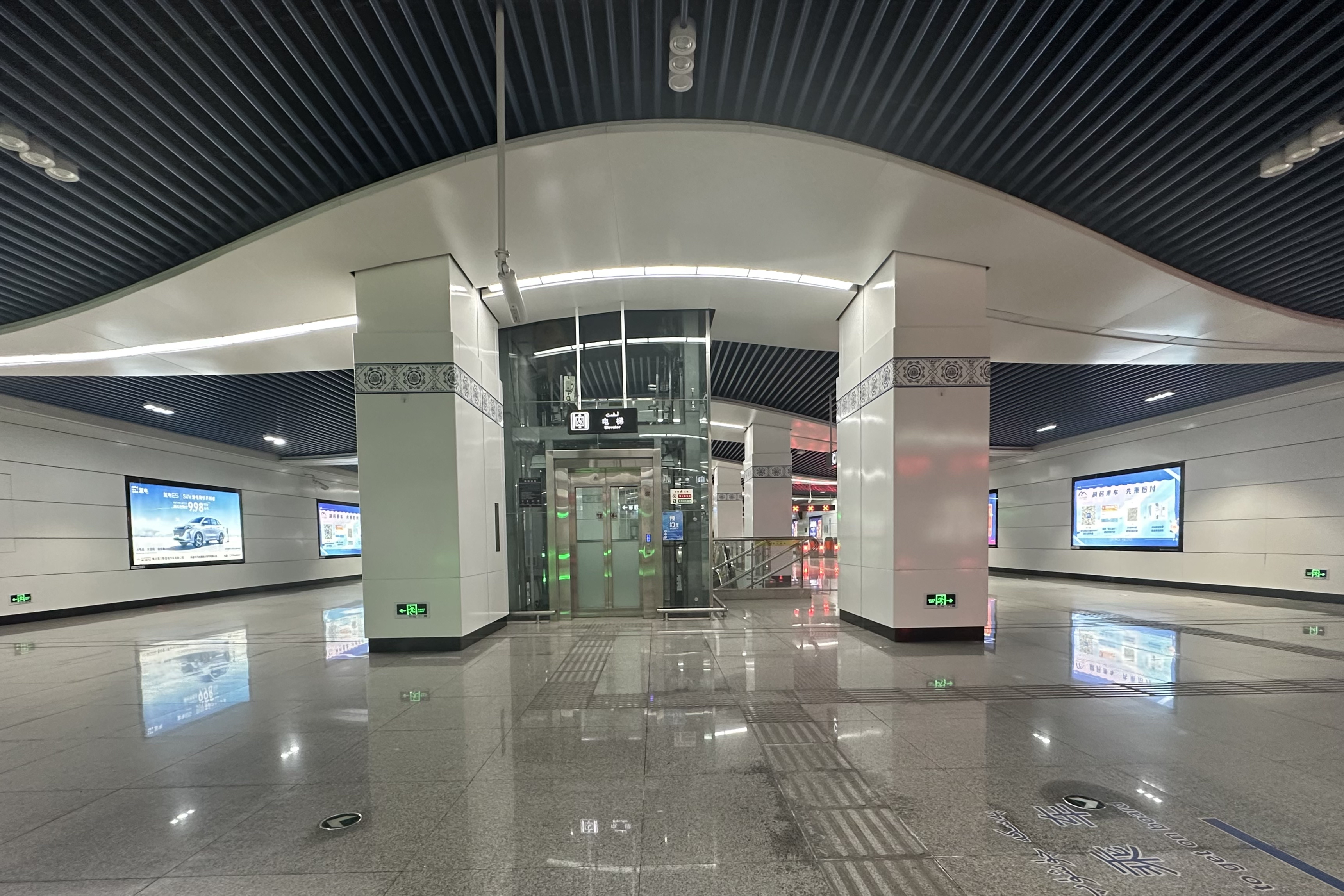
站厅

南湖北路站沿南湖北路南北向设置，为地下二层岛式站台车站，车站长276.05米，宽21.45至22.5米，车站地下一层为站厅层，地下二层为站台层，站台设置全高站台门。车站南侧设有一条存车线。
| 地面              | 出入口 | B、C出入口 |
| 地下一层          | 站厅   | 客服中心、自动售票机、验票机                                                                                  |
| 地下二层          | 站台   | \| \| \| █ 1号线往国际机场（王家梁） \| \| 島式 · 開左邊车门 \| \| \| \| \| \| █ 1号线往三屯碑（南湖广场） \| |
|                   |        | █ 1号线往国际机场（王家梁）                                                                                   |
| 島式 · 開左邊车门 |        | |
|                   |        | █ 1号线往三屯碑（南湖广场）                                                                                   |

## 车站出口
南湖北路站目前开放2个出入口，各出口及周围设施如下所示：
| 编号                | 出入口信息                                               | 照片 | 无障碍设施 |
| ------------------- | -------------------------------------------------------- | ---- | ---------- |
| B · 出口            | 南湖北路东侧，华凌国际珠宝广场                           |      | 不適用     |
| C · 出口 · （设有） | 南湖北路东侧，新疆医科大学第二附属医院，乌鲁木齐市公安局 |      |            |
| 图例： 设有         |                                                          |      |            |

## 接驳交通

### 公交车
- 南湖北路：59路，61路，63路，73路，152路，502路，D009路

## 车站历史
- 2019年6月28日，车站随1号线全线通车开通[1]。
- 2020年
  - 2月2日，受新冠疫情影响，车站暂停运营[3]。3月11日，车站恢复运营[4]。
  - 7月16日，受新冠疫情影响，车站暂停运营[5]。9月20日，车站恢复运营[6]。